# Querétaro Maratón 2014
De Querétaro Maratón 2014 vond plaats op zondag 5 oktober 2014. De wedstrijd bij de mannen werd gewonnen door de Keniaan Stephen Mburi Njorge in 2:18.24. Hij bleef hiermee zijn landgenoot Hillary Kimaiyo 22 seconden voor. Zijn landgenote Genoveva Jelegat zegevierde bij de vrouwen in 2:47.58. Naast de hele kende het evenement ook een halve marathon.

## Marathon
Mannen
| rang   | naam                   | land | tijd    |
| ------ | ---------------------- | ---- | ------- |
| Goud   | Stephen Mburi Njoroge  | KEN  | 2:18.24 |
| Zilver | Hillary Kimaiyo        | KEN  | 2:18.46 |
| Brons  | Mesfin Hailu Lemma     | ETH  | 2:19.19 |
| 4      | Richard Chelimo        | KEN  | 2:26.14 |
| 5      | Jose De Jesus Puga     | MEX  | 2:26.18 |
| 6      | Edward Kipkorir Kiptum | KEN  | 2:28.45 |
| 7      | Christopher Kipyego    | KEN  | 2:29.42 |
| 8      | Philip Tarus           | KEN  | 2:30.57 |
| 9      | Samwel Njoroge Nganga  | KEN  | 2:33.47 |
| 10     | Wilson Nyakamba Omwoyo | KEN  | 2:36.18 |

Vrouwen
| rang   | naam                      | land | tijd    |
| ------ | ------------------------- | ---- | ------- |
| Goud   | Genoveva Jelegat          | KEN  | 2:47.58 |
| Zilver | Misha Ruiz Fernandez      | MEX  | 2:52.25 |
| Brons  | Irene Vasquez Lopez       | MEX  | 2:57.52 |
| 4      | Silvia Mota Lopez         | MEX  | 3:02.54 |
| 5      | Sonia Laguna Lopez        | MEX  | 3:04.09 |
| 6      | Alicia Rodriguez Saldivar | MEX  | 3:06.13 |
| 7      | Emma Maldonado Carmona    | COL  | 3:12.20 |
| 8      | Maria Garcia Montes       | MEX  | 3:12.27 |
| 9      | Irma Sanchez Moctezuma    | MEX  | 3:12.40 |
| 10     | Ana Gutierrez Elizondo    | MEX  | 3:15.41 |

## Halve marathon
Mannen
| rang   | naam                   | land | tijd    |
| ------ | ---------------------- | ---- | ------- |
| Goud   | George Onwonga Okworo  | KEN  | 1:08.09 |
| Zilver | Martin Matindi Murithi | KEN  | 1:08.16 |
| Brons  | Carmen Ortiz Reyes     | MEX  | 1:09.29 |

Vrouwen
| rang   | naam                       | land | tijd    |
| ------ | -------------------------- | ---- | ------- |
| Goud   | Claudia Juarez Leon        | MEX  | 1:21.08 |
| Zilver | Philles Nyansiaboka Moriti | KEN  | 1:21.53 |
| Brons  | Adriana Garnica Garcia     | MEX  | 1:22.28 |